# Cordobilla de Lácara

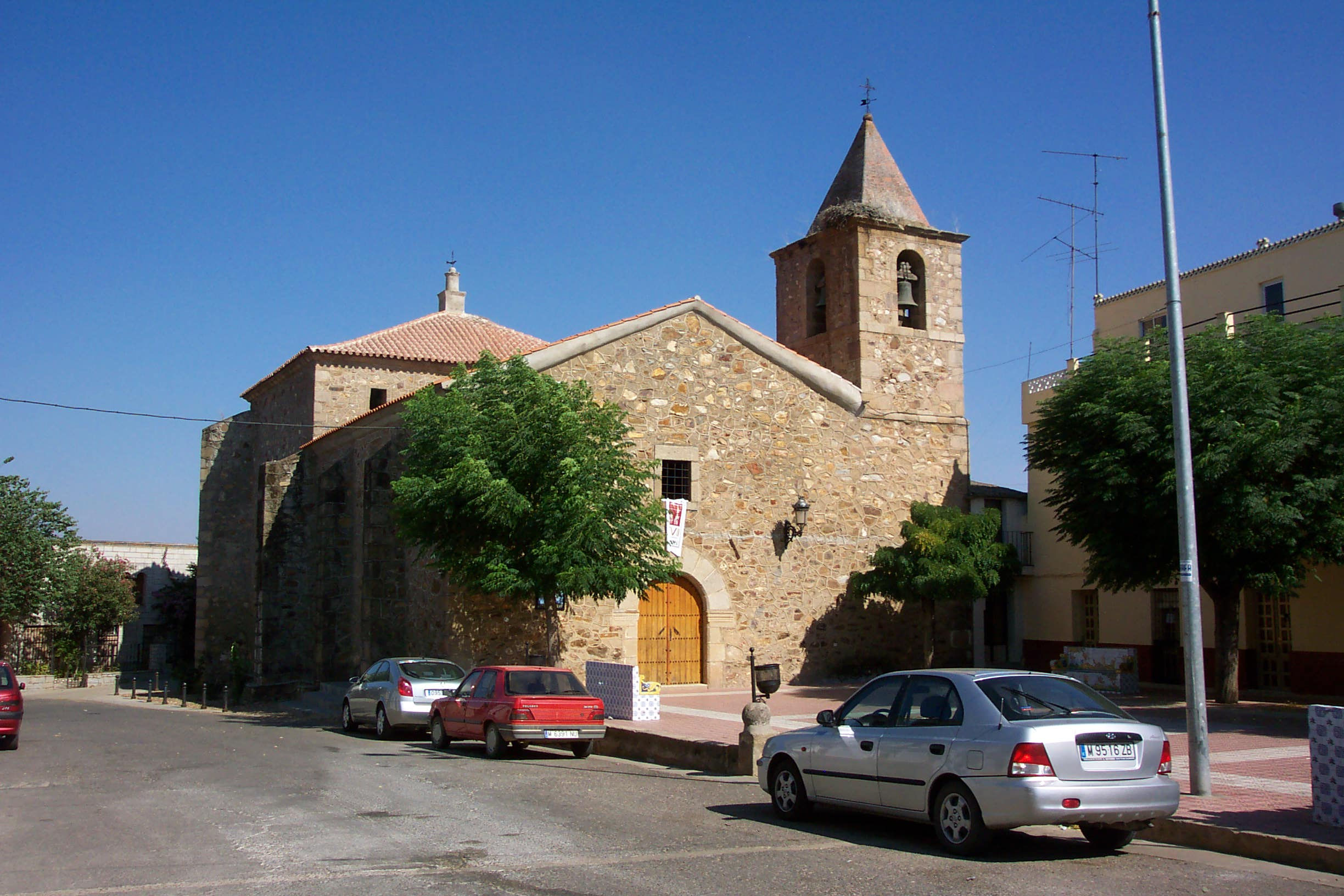
Biserica

Cordobilla de Lácara este un oraș din Spania, situat în provincia Badajoz din comunitatea autonomă Extremadura. În 2008 avea o populație de 983 locuitori.
1. ↑  Nomenclátor Geográfico de Municipios y Entidades de Población (20240402 edition)